# ماي سميث (عالمة نفس)
ماي سميث (ولدت 29 أغسطس/ آب من عام 1879، وتوفيت في 22 فبراير/ شباط من عام 1968) أخصّائيّة في علم النفس الصناعيّ، بريطانية الجنسيّة، وحاصلة على رتبة الإمبراطورية البريطانية، وهي من مدينة هولم الداخليّة الواقعة في مدينة مانشستر البريطانيّة. حصلت سميث على درجة البكالوريوس في عام 1903، وعلى درجة الدكتوراه في العلوم في عام 1930. درّست خلال مسيرة حياتها المهنيّة في الكُلّيّات، وعملت أيضاً على العديد من الأبحاث المهمّة في مجال علم النفس الصناعي. أخضعت ماي سميث نفسها لتجاربها الخاصّة المتعلّقة ببحثها حول التعب. عملت سميث جنباً إلى جنب مع باحثين آخرين لإيجاد تأثير الكحول والأفيون على الكفاءة، وعملت أيضاً على أبحاث متعلّقة بتشنّج عمال التلغراف. عملت سميث كباحثةً في مجلس البحوث الصحّيّة الصناعيّة بين عاميّ 1920 و1940، وشغلت عدّة مناصب في الهيئة التنفيذيّة للجمعيّة البريطانيّة لعلم النفس.

## الحياة المبكّرة والتعليم
ولدت ماي سميث في مدينة هولم الداخليّة الواقعة داخل مدينة مانشستر البريطانيّة في 29 من شهر أغسطس/ آب من عام 1879، وهي أكبر أخواتها لأبٍ يعمل في الخراطة. التحقت سميث بكلّيّة أوينز (التي أصبحت تعرف الآن بجامعة فيكتوريا في مانشستر) بعد حصولها على منحةٍ دراسيّة فيها، ودرست هناك الفلسفة وعلم النفس. حصلت على درجة البكالوريوس في الآداب، وحصلت في عام 1903على شهادة دبلوم خارجيّة من جامعة لندن. عملت ماي سميث بعد تخرّجها كمدرّسة في مدينة مانشستر لمدّة عامين، فبدأت عام 1905 بتدريس علم النفس التربوي في كُلّيّة تشيرويل هيل الخاصّة بتعليم مُدرّسيّ الثانويّة في أوكسفورد. عزمت ماي على دراسة الماجستير في الآداب قسم الفلسفة من جامعة مانشستر خلال عملها بدوام كامل. غير أنّها قرّرت بعد حضورها لمحاضرات أخصّائي علم النفس ويليام مكدوغال، أن تصبح طالبته ومساعدته في البحوث. فأصبحت خلال فترة تدريسها في كلّيّة تشيرويل هيل واحدة من أعضاء مجموعة طلّاب مكدوغال، ضمّت المجموعة أيضاً كلّاً من ويليام براون، وسيريل بيرت، وجون كترل فلوغال الذي كان مهتمّاً بعلم النفس التجريبيّ.:57–58 منحت جامعة لندن ماي سميث درجة الدكتوراه في العلوم في عام 1903.

## الأبحاث
طوّرت سميث ونفّذت -بعد أن تدرّبت على الطرق التجريبيّة على يد مكدوغال- دراسةً كبرى حول آثار التعب، مستخدمةً نفسها كمادّة وحيدة للتجربة، حيث أجبرت نفسها على النوم لـ 1.5 ساعة و3.5 ساعة و 5.5 ساعة في ليالٍ متعاقبة، واستخدمت مجموعةً متنوّعة من الاختبارات لتقييم النتائج، منها: تذكّر جملة متسلسلة، والقدرة على حفظ جملٍ ليست ذات معنى، والقيام بعددٍ من المهام البدنيّة. استمرّت سميث بهذه التجربة لمدّة ثلاث سنوات بمعدّل خمسة أيّام في الأسبوع، ونشرت النتائج التي حصلت عليها في المجلّة البريطانيّة لعلم النفس، وكان ذلك في عام 1916. وجدت سميث في تجاربها أنّ هناك فترة وجيزة يتحسّن فيها أداء الشخص بعد الحرمان الأوّليّ من النوم، ويتبع ذلك فترة طويلة من التراجع في الأداء، ويكون التعافي منها بطيئاً، ووصلت سميث أيضاً في تجاربها إلى أنّ قدرة الشخص المُرهق على تقدير فاعليّته تكون ضعيفة، «ليس من النادر أن يترافق العمل السيّء للغاية مع قناعة بأنّه جيّد بشكلٍ غير عاديّ»:57–58 وخلصت في النهاية إلى أنّ مقدار الوقت المثالي اللازم لإنجاز عملٍ ما بكفاءة وفعّاليّة يختلف حسب الشخص وحسب نوعيّة العمل.

## تأثير الكحول والأفيون على الفاعليّة
كانت دراسة آثار الكحول والأفيون على الكفاءة واحدة من المشاريع البحثيّة الأخرى التي عملت عليها سميث مع مكدوغال. أدّت هذه التجربة توظيف سميث لمقابلة بائعات الهوى السجينات لتحديد فيما إذا كان «للشراب مساهمة كبيرة في اختيارهنّ لعملهن»، وهي فرضيّة لم تُدعّم بالنتائج التي وصلت إليها ماي.